# Vasilij Zeňkovskij
Vasilij Vasiljevič Zeňkovskij (rusky Василий Васильевич Зеньковский; 16. července 1881 Chmelnyckyj – 5. srpna 1962, Paříž) byl ruský křesťanský filosof, psycholog a publicista, autor Dějin ruské filosofie (ve dvou svazcích, 1948—1950).

## Život vemigraci

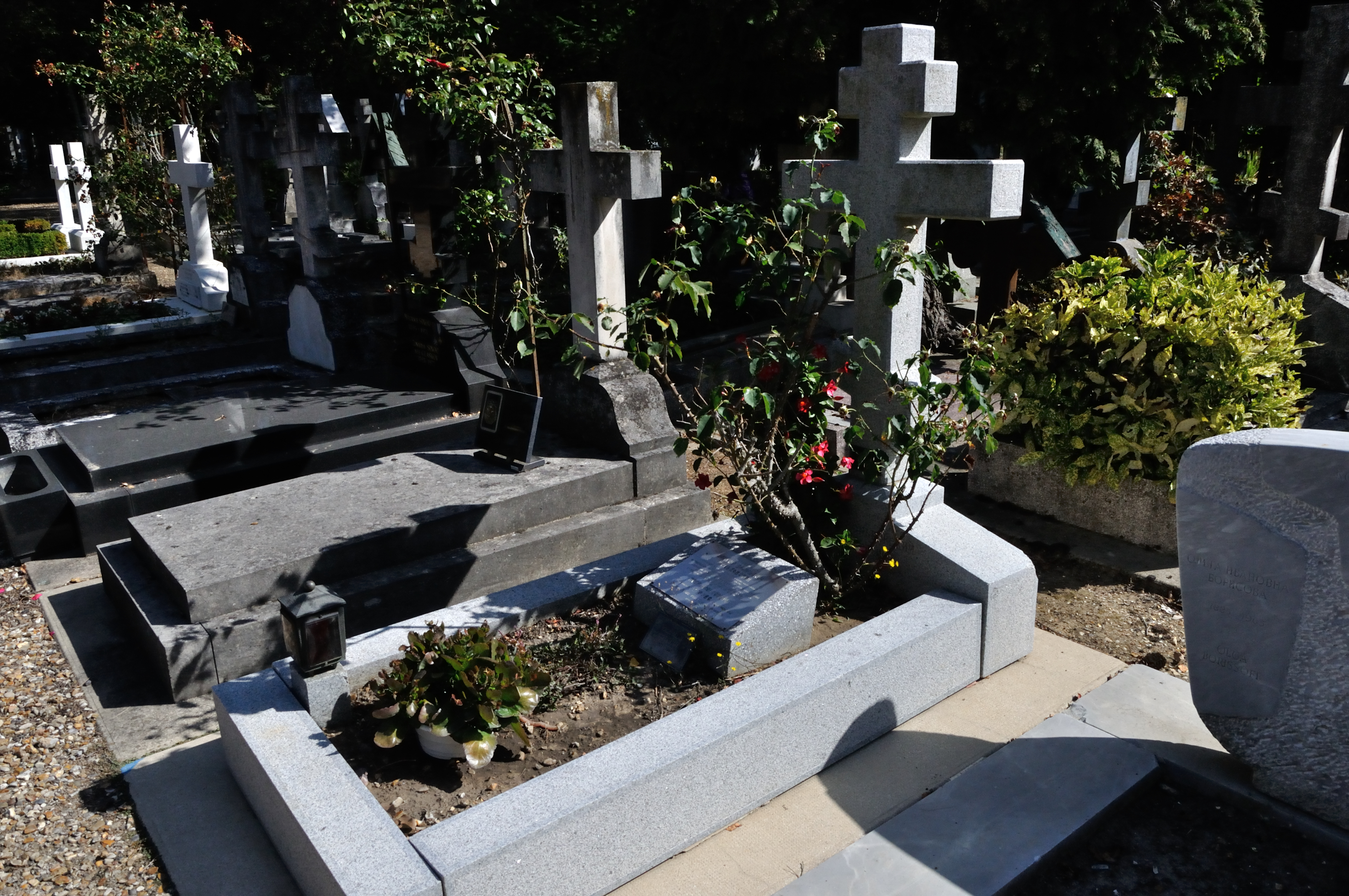
Náhrobek na hřbitově v Sainte-Geneviève-des-Bois

V roce 1920 emigroval do Království Srbů, Chorvatů a Slovinců, kde byl v letech 1920—1923 profesorem filosofické a teologické fakulty Bělehradské univerzity, od roku 1921 člen bělehradského spolku blahoslaveného Serafima Sarovského.
Roku 1923 byl na Všeemigrantském sjezdu pedagogů zvolen předsedou Pedagogické úřadu pro věci ruských škol v zahraničí. V témže roce se zúčastnil prvního sjezdu Ruského studentského křesťanského hnutí (РСХД) v Přerově, na němž byl zvolen předsedou hnutí. Byl členem bratrstva svaté Sofie.
V letech 1923—1926 byl profesorem experimentální a dětské psychologie na Vyšší pedagogické škole v Praze, později se stal jejím ředitelem.
V letech 1926—1927 pobýval v USA, kde se zabýval výukou problematiky církevního vzdělání.
Zemřel v roce 1962 v Paříži. Je pochován na ruském pravoslavném hřbitově v Sainte-Geneviève-des-Bois.

## Filosofické názory
Ve svých Dějinách ruské filosofie Vasilij Zeňkovskij zdůrazňoval, že
| „ | všeobecným faktem v dějinách filozofie je vznik filozofie jako samostatné a svobodné formy duchovní tvorby z hlubin náboženského světového názoru. | “ |

## Dílo
- ZEŇKOVSKIJ, Vasilij Vasiljevič: Istorija Russkoj Filosofii I – II; Leningrad 1991.
  - ZEŇKOVSKIJ, Vasilij Vasiljevič. Istorija Russkoj Filosofii. Moskva: Raritet – Akademičeskij Projekt, 2001. 880 s. (Summa). ISBN 5-85735-139-1. (rusky)